# Collegio elettorale di Este (Senato della Repubblica)
Il collegio di Este fu un collegio elettorale uninominale della Repubblica Italiana appartenente alla circoscrizione Veneto; fu utilizzato per eleggere un senatore della Repubblica dalla I alla XI legislatura.

## Storia
Il collegio venne creato nel 1948 secondo la legge n. 29 del 6 febbraio 1948 la quale, pur basandosi sull'impianto proporzionale in vigore per la Camera, rispetto a quest'ultima conteneva alcuni piccoli correttivi in senso maggioritario. Tale legge ebbe il suo definitivo perfezionamento col Testo Unico n. 361 del 1957. Differentemente dalla Camera, la legge elettorale del Senato si articolava su base regionale, seguendo il dettato costituzionale (art.57). Ogni Regione era suddivisa in tanti collegi uninominali quanti erano i seggi ad essa assegnati. All'interno di ciascun collegio, veniva eletto il candidato che avesse raggiunto il quorum del 65% delle preferenze: tale soglia, oggettivamente di difficilissimo conseguimento, tradiva l'impianto proporzionale su cui era concepito anche il sistema elettorale della Camera Alta. Qualora, come normalmente avveniva, nessun candidato avesse conseguito l'elezione, i voti di tutti i candidati venivano raggruppati in liste di partito a livello regionale, dove i seggi venivano allocati utilizzando il metodo D'Hondt delle maggiori medie statistiche e quindi, all'interno di ciascuna lista, venivano dichiarati eletti i candidati con le migliori percentuali di preferenza.
Il collegio di Este venne abrogato nel 1993, con la cosiddetta Legge Mattarella (Legge n. 276, Norme per l'elezione del Senato della Repubblica), attuata in seguito al referendum abrogativo del 1993. Con la legge Mattarella venne istituito per la Camera dei deputati e per il Senato della Repubblica un sistema di elezione misto, in parte maggioritario e in parte proporzionale. Il 75% dei parlamentari dell'assemblea veniva eletto in collegi uninominali tramite sistema maggioritario a turno unico; il restante 25% al Senato veniva eletto tramite recupero proporzionale dei più votati non eletti attraverso un meccanismo di calcolo denominato "scorporo", cioè sottraendo dal conteggio dei voti totali di una lista nella parte proporzionale i voti ottenuti dai candidati collegati alla medesima lista che erano eletti nei collegi uninominali con il sistema maggioritario.

### Territorio
Il collegio di Este era uno dei 19 collegi uninominali in cui era suddivisa il Veneto; era interamente compreso nella provincia di Padova e comprendeva i seguenti comuni: Albignasego, Arquà Petrarca, Arre, Bagnoli di Sopra, Baone, Barbona, Boara Pisani, Bovolenta, Candiana, Carceri, Carrara San Giorgio, Carrara Santo Stefano, Cartura, Casale di Scodosia, Casalserugo, Cinto Euganeo, Conselve, Correzzola, Este, Granze, Lozzo Atestino, Maserà di Padova, Megliadino San Fidenzio, Megliadino San Vitale, Merlara, Monselice, Montagnana, Ospedaletto Euganeo, Pernumia, Ponso, Pontelongo, Pozzonovo, Saletto, San Pietro Viminario, Santa Margherita d'Adige, Sant'Elena, Solesino, Stanghella, Terrassa Padovana, Tribano, Urbana, Vescovana, Vighizzolo d'Este, Villa Estense e Vo'.

## Dati elettorali

### I legislatura
|                                                                                | Angelo Lorenzi ✔️ Eletto | Democrazia Cristiana        | 62 584  | 61,21 |  |  |  |  |  |
|                                                                                | Aurelio Balotta          | Fronte Democratico Popolare | 29 215  | 28,58 |  |  |  |  |  |
|                                                                                | Stanislao Carazzolo      | Unità Socialista            | 7 408   | 7,25  |  |  |  |  |  |
|                                                                                | Antonio Corrado Puchetti | Blocco Nazionale            | 3 030   | 2,96  |  |  |  |  |  |
| Totale                                                                         | Totale                   | Totale                      | 102 237 | 100   |  |  |  |  |  |
|                                                                                |                          |                             |         |       |  |  |  |  |  |
| Voti non validi                                                                | Voti non validi          | Voti non validi             | 4 496   | 4,21  |  |  |  |  |  |
| Votanti                                                                        | Votanti                  | Votanti                     | 106 733 | 95,68 |  |  |  |  |  |
| Elettori                                                                       | Elettori                 | Elettori                    | 111 556 |       |  |  |  |  |  |
|                                                                                |                          |                             |         |       |  |  |  |  |  |
| Nota: quorum del 65% non raggiunto; ripartizione dei seggi a livello regionale |                          |                             |         |       |  |  |  |  |  |
| Data: 18 aprile 1948                                                           |                          |                             |         |       |  |  |  |  |  |
| Fonte: Ministero dell'interno                                                  |                          |                             |         |       |  |  |  |  |  |

### II legislatura
|                                                                                | Angelo Lorenzi ✔️ Eletto | Democrazia Cristiana                    | 60 605  | 58,90 |  |  |  |  |  |
|                                                                                | Giuseppe Doralice        | Partito Comunista Italiano              | 17 890  | 17,39 |  |  |  |  |  |
|                                                                                | Ugo Morin                | Partito Socialista Italiano             | 12 285  | 11,94 |  |  |  |  |  |
|                                                                                | José Veronese            | Partito Socialista Democratico Italiano | 4 977   | 4,84  |  |  |  |  |  |
|                                                                                | Andrea Emo Capodilista   | Movimento Sociale Italiano              | 3 196   | 3,11  |  |  |  |  |  |
|                                                                                | Etelvoldo Pascolini      | Partito Nazionale Monarchico            | 1 622   | 1,58  |  |  |  |  |  |
|                                                                                | Antonio Bonomi           | Partito Liberale Italiano               | 1 565   | 1,52  |  |  |  |  |  |
|                                                                                | Antonio Costantini       | Unità Popolare                          | 497     | 0,48  |  |  |  |  |  |
|                                                                                | Giovanni Battista Granza | Alleanza Democratica Nazionale          | 259     | 0,25  |  |  |  |  |  |
| Totale                                                                         | Totale                   | Totale                                  | 102 896 | 100   |  |  |  |  |  |
|                                                                                |                          |                                         |         |       |  |  |  |  |  |
| Voti non validi                                                                | Voti non validi          | Voti non validi                         | 5 523   | 5,09  |  |  |  |  |  |
| Votanti                                                                        | Votanti                  | Votanti                                 | 108 419 | 94,36 |  |  |  |  |  |
| Elettori                                                                       | Elettori                 | Elettori                                | 114 901 |       |  |  |  |  |  |
|                                                                                |                          |                                         |         |       |  |  |  |  |  |
| Nota: quorum del 65% non raggiunto; ripartizione dei seggi a livello regionale |                          |                                         |         |       |  |  |  |  |  |
| Data: 7 giugno 1953                                                            |                          |                                         |         |       |  |  |  |  |  |
| Fonte: Ministero dell'interno                                                  |                          |                                         |         |       |  |  |  |  |  |

### III legislatura
|                                                                                | Angelo Lorenzi ✔️ Eletto | Democrazia Cristiana                                      | 59 381  | 59,13 |  |  |  |  |  |
|                                                                                | Mariano Tessari          | Partito Socialista Italiano                               | 17 147  | 17,07 |  |  |  |  |  |
|                                                                                | Giuseppe Doralice        | Partito Comunista Italiano                                | 13 842  | 13,78 |  |  |  |  |  |
|                                                                                | Giuseppe Negrello        | Partito Nazionale Monarchico - Movimento Sociale Italiano | 3 500   | 3,49  |  |  |  |  |  |
|                                                                                | José Veronese            | Partito Socialista Democratico Italiano                   | 3 234   | 3,22  |  |  |  |  |  |
|                                                                                | Antonio Crestani         | Partito Liberale Italiano                                 | 2 460   | 2,45  |  |  |  |  |  |
|                                                                                | Arturo Rognoni           | Partito Monarchico Popolare                               | 863     | 0,86  |  |  |  |  |  |
| Totale                                                                         | Totale                   | Totale                                                    | 100 427 | 100   |  |  |  |  |  |
|                                                                                |                          |                                                           |         |       |  |  |  |  |  |
| Voti non validi                                                                | Voti non validi          | Voti non validi                                           | 4 982   | 4,73  |  |  |  |  |  |
| Votanti                                                                        | Votanti                  | Votanti                                                   | 105 409 | 93,97 |  |  |  |  |  |
| Elettori                                                                       | Elettori                 | Elettori                                                  | 112 171 |       |  |  |  |  |  |
|                                                                                |                          |                                                           |         |       |  |  |  |  |  |
| Nota: quorum del 65% non raggiunto; ripartizione dei seggi a livello regionale |                          |                                                           |         |       |  |  |  |  |  |
| Data: 25 maggio 1958                                                           |                          |                                                           |         |       |  |  |  |  |  |
| Fonte: Ministero dell'interno                                                  |                          |                                                           |         |       |  |  |  |  |  |

### IV legislatura
|                                                                                | Angelo Lorenzi ✔️ Eletto | Democrazia Cristiana                    | 55 472  | 57,23 |  |  |  |  |  |
|                                                                                | Franco Busetto           | Partito Comunista Italiano              | 16 390  | 16,91 |  |  |  |  |  |
|                                                                                | A. Cavallini             | Partito Socialista Italiano             | 14 870  | 15,34 |  |  |  |  |  |
|                                                                                | José Veronese            | Partito Socialista Democratico Italiano | 3 821   | 3,94  |  |  |  |  |  |
|                                                                                | S. Cataldi               | Partito Liberale Italiano               | 3 566   | 3,68  |  |  |  |  |  |
|                                                                                | E. Sipala                | MSI - PDIUM                             | 2 809   | 2,90  |  |  |  |  |  |
| Totale                                                                         | Totale                   | Totale                                  | 96 928  | 100   |  |  |  |  |  |
|                                                                                |                          |                                         |         |       |  |  |  |  |  |
| Voti non validi                                                                | Voti non validi          | Voti non validi                         | 5 752   | 5,60  |  |  |  |  |  |
| Votanti                                                                        | Votanti                  | Votanti                                 | 102 680 | 95,83 |  |  |  |  |  |
| Elettori                                                                       | Elettori                 | Elettori                                | 107 147 |       |  |  |  |  |  |
|                                                                                |                          |                                         |         |       |  |  |  |  |  |
| Nota: quorum del 65% non raggiunto; ripartizione dei seggi a livello regionale |                          |                                         |         |       |  |  |  |  |  |
| Data: 28 aprile 1963                                                           |                          |                                         |         |       |  |  |  |  |  |
| Fonte: Ministero dell'interno                                                  |                          |                                         |         |       |  |  |  |  |  |

### V legislatura
|                                                                                | Fernando De Marzi ✔️ Eletto | Democrazia Cristiana          | 55 502  | 56,61 |  |  |  |  |  |
|                                                                                | Emilio Pegoraro ✔️ Eletto   | PCI - PSIUP                   | 24 323  | 24,81 |  |  |  |  |  |
|                                                                                | A. Boldrin                  | PSI-PSDI Unificati            | 11 453  | 11,68 |  |  |  |  |  |
|                                                                                | G. Baccaglini               | Partito Liberale Italiano     | 3 648   | 3,72  |  |  |  |  |  |
|                                                                                | A. Chimelli                 | MSI - PDIUM                   | 2 643   | 2,70  |  |  |  |  |  |
|                                                                                | E. Valle                    | Partito Repubblicano Italiano | 482     | 0,49  |  |  |  |  |  |
| Totale                                                                         | Totale                      | Totale                        | 98 051  | 100   |  |  |  |  |  |
|                                                                                |                             |                               |         |       |  |  |  |  |  |
| Voti non validi                                                                | Voti non validi             | Voti non validi               | 6 077   | 5,84  |  |  |  |  |  |
| Votanti                                                                        | Votanti                     | Votanti                       | 104 128 | 96,51 |  |  |  |  |  |
| Elettori                                                                       | Elettori                    | Elettori                      | 107 898 |       |  |  |  |  |  |
|                                                                                |                             |                               |         |       |  |  |  |  |  |
| Nota: quorum del 65% non raggiunto; ripartizione dei seggi a livello regionale |                             |                               |         |       |  |  |  |  |  |
| Data: 19 maggio 1968                                                           |                             |                               |         |       |  |  |  |  |  |
| Fonte: Ministero dell'interno                                                  |                             |                               |         |       |  |  |  |  |  |

### VI legislatura
|                                                                                | Fernando De Marzi ✔️ Eletto | Democrazia Cristiana                    | 56 151  | 55,65 |  |  |  |  |  |
|                                                                                | Emilio Pegoraro             | PCI - PSIUP                             | 24 063  | 23,85 |  |  |  |  |  |
|                                                                                | A. Devecchi                 | Partito Socialista Italiano             | 8 554   | 8,48  |  |  |  |  |  |
|                                                                                | R. Grandi                   | Partito Socialista Democratico Italiano | 4 081   | 4,04  |  |  |  |  |  |
|                                                                                | E. Sipala                   | Movimento Sociale Italiano              | 4 078   | 4,04  |  |  |  |  |  |
|                                                                                | L. Lorenzoni                | Partito Liberale Italiano               | 2 902   | 2,88  |  |  |  |  |  |
|                                                                                | V. I. Zaglia                | Partito Repubblicano Italiano           | 1 074   | 1,06  |  |  |  |  |  |
| Totale                                                                         | Totale                      | Totale                                  | 100 903 | 100   |  |  |  |  |  |
|                                                                                |                             |                                         |         |       |  |  |  |  |  |
| Voti non validi                                                                | Voti non validi             | Voti non validi                         | 5 237   | 4,93  |  |  |  |  |  |
| Votanti                                                                        | Votanti                     | Votanti                                 | 106 140 | 96,72 |  |  |  |  |  |
| Elettori                                                                       | Elettori                    | Elettori                                | 109 737 |       |  |  |  |  |  |
|                                                                                |                             |                                         |         |       |  |  |  |  |  |
| Nota: quorum del 65% non raggiunto; ripartizione dei seggi a livello regionale |                             |                                         |         |       |  |  |  |  |  |
| Data: 7 maggio 1972                                                            |                             |                                         |         |       |  |  |  |  |  |
| Fonte: Ministero dell'interno                                                  |                             |                                         |         |       |  |  |  |  |  |

### VII legislatura
|                                                                                | Luigi Gui ✔️ Eletto       | Democrazia Cristiana                    | 57 017  | 54,44 |  |  |  |  |  |
|                                                                                | Emilio Pegoraro ✔️ Eletto | Partito Comunista Italiano              | 28 647  | 27,35 |  |  |  |  |  |
|                                                                                | Francesco Gambarin        | Partito Socialista Italiano             | 9 564   | 9,13  |  |  |  |  |  |
|                                                                                | Francesco Franceschetti   | Movimento Sociale Italiano              | 3 471   | 3,31  |  |  |  |  |  |
|                                                                                | José Veronese             | Partito Socialista Democratico Italiano | 2 984   | 2,85  |  |  |  |  |  |
|                                                                                | Aldo Businaro             | Partito Repubblicano Italiano           | 1 600   | 1,53  |  |  |  |  |  |
|                                                                                | Marco Giacomelli          | Partito Liberale Italiano               | 969     | 0,93  |  |  |  |  |  |
|                                                                                | Luigi Toaldo              | Partito Radicale                        | 485     | 0,46  |  |  |  |  |  |
| Totale                                                                         | Totale                    | Totale                                  | 104 737 | 100   |  |  |  |  |  |
|                                                                                |                           |                                         |         |       |  |  |  |  |  |
| Voti non validi                                                                | Voti non validi           | Voti non validi                         | 4 432   | 4,06  |  |  |  |  |  |
| Votanti                                                                        | Votanti                   | Votanti                                 | 109 169 | 96,75 |  |  |  |  |  |
| Elettori                                                                       | Elettori                  | Elettori                                | 112 839 |       |  |  |  |  |  |
|                                                                                |                           |                                         |         |       |  |  |  |  |  |
| Nota: quorum del 65% non raggiunto; ripartizione dei seggi a livello regionale |                           |                                         |         |       |  |  |  |  |  |
| Data: 20 giugno 1976                                                           |                           |                                         |         |       |  |  |  |  |  |
| Fonte: Ministero dell'interno                                                  |                           |                                         |         |       |  |  |  |  |  |

### VIII legislatura
|                                                                                | Onorio Cengarle ✔️ Eletto  | Democrazia Cristiana                         | 57 109  | 54,30 |  |  |  |  |  |
|                                                                                | Antonino Papalia ✔️ Eletto | Partito Comunista Italiano                   | 27 779  | 26,41 |  |  |  |  |  |
|                                                                                | A. Donato                  | Partito Socialista Italiano                  | 8 912   | 8,47  |  |  |  |  |  |
|                                                                                | Bruno Fratucello           | Partito Socialista Democratico Italiano      | 3 533   | 3,36  |  |  |  |  |  |
|                                                                                | I. Uliana                  | Movimento Sociale Italiano                   | 3 443   | 3,27  |  |  |  |  |  |
|                                                                                | V. Mancini                 | Partito Repubblicano Italiano                | 1 526   | 1,45  |  |  |  |  |  |
|                                                                                | G. Cappellari              | Partito Liberale Italiano                    | 1 349   | 1,28  |  |  |  |  |  |
|                                                                                | B. Forato                  | Partito Radicale - Nuova Sinistra Unita      | 1 164   | 1,11  |  |  |  |  |  |
|                                                                                | G. Brunelli                | Costituente di Destra - Democrazia Nazionale | 353     | 0,34  |  |  |  |  |  |
| Totale                                                                         | Totale                     | Totale                                       | 105 168 | 100   |  |  |  |  |  |
|                                                                                |                            |                                              |         |       |  |  |  |  |  |
| Voti non validi                                                                | Voti non validi            | Voti non validi                              | 5 450   | 4,93  |  |  |  |  |  |
| Votanti                                                                        | Votanti                    | Votanti                                      | 110 618 | 94,76 |  |  |  |  |  |
| Elettori                                                                       | Elettori                   | Elettori                                     | 116 736 |       |  |  |  |  |  |
|                                                                                |                            |                                              |         |       |  |  |  |  |  |
| Nota: quorum del 65% non raggiunto; ripartizione dei seggi a livello regionale |                            |                                              |         |       |  |  |  |  |  |
| Data: 3 giugno 1979                                                            |                            |                                              |         |       |  |  |  |  |  |
| Fonte: Ministero dell'interno                                                  |                            |                                              |         |       |  |  |  |  |  |

### IX legislatura
|                                                                                | Onorio Cengarle ✔️ Eletto | Democrazia Cristiana                    | 50 738  | 47,51 |  |  |  |  |  |
|                                                                                | Antonino Papalia          | Partito Comunista Italiano              | 27 644  | 25,88 |  |  |  |  |  |
|                                                                                | Antonio Pescarini         | Partito Socialista Italiano             | 9 615   | 9,00  |  |  |  |  |  |
|                                                                                | Italico Uliana            | Movimento Sociale Italiano              | 4 676   | 4,38  |  |  |  |  |  |
|                                                                                | Alessandro Randi          | Liga Veneta                             | 4 161   | 3,90  |  |  |  |  |  |
|                                                                                | Lionello Dall'aglio       | Partito Repubblicano Italiano           | 3 083   | 2,89  |  |  |  |  |  |
|                                                                                | Pierino Pellegrini        | Partito Socialista Democratico Italiano | 2 889   | 2,71  |  |  |  |  |  |
|                                                                                | Anna Maria Deganello      | Partito Liberale Italiano               | 1 586   | 1,48  |  |  |  |  |  |
|                                                                                | Enzo Suardi               | Partito Radicale                        | 1 324   | 1,24  |  |  |  |  |  |
|                                                                                | Luigi Pellegrini          | Democrazia Proletaria                   | 1 086   | 1,02  |  |  |  |  |  |
| Totale                                                                         | Totale                    | Totale                                  | 106 802 | 100   |  |  |  |  |  |
|                                                                                |                           |                                         |         |       |  |  |  |  |  |
| Voti non validi                                                                | Voti non validi           | Voti non validi                         | 7 159   | 6,28  |  |  |  |  |  |
| Votanti                                                                        | Votanti                   | Votanti                                 | 113 961 | 93,73 |  |  |  |  |  |
| Elettori                                                                       | Elettori                  | Elettori                                | 121 588 |       |  |  |  |  |  |
|                                                                                |                           |                                         |         |       |  |  |  |  |  |
| Nota: quorum del 65% non raggiunto; ripartizione dei seggi a livello regionale |                           |                                         |         |       |  |  |  |  |  |
| Data: 26 giugno 1983                                                           |                           |                                         |         |       |  |  |  |  |  |
| Fonte: Ministero dell'interno                                                  |                           |                                         |         |       |  |  |  |  |  |

### X legislatura
|                                                                                | Marino Cortese ✔️ Eletto | Democrazia Cristiana                    | 54 108  | 47,59 |  |  |  |  |  |
|                                                                                | Franco Longo ✔️ Eletto   | Partito Comunista Italiano              | 27 506  | 24,19 |  |  |  |  |  |
|                                                                                | Francesco Gambarin       | Partito Socialista Italiano             | 13 272  | 11,67 |  |  |  |  |  |
|                                                                                | Francesco Franceschetti  | Movimento Sociale Italiano              | 5 032   | 4,43  |  |  |  |  |  |
|                                                                                | Alessandro Randi         | Liga Veneta-Pensionati Uniti            | 3 067   | 2,70  |  |  |  |  |  |
|                                                                                | I. Spano                 | Lista Verde                             | 2 091   | 1,84  |  |  |  |  |  |
|                                                                                | Lionello Dell'aglio      | Partito Repubblicano Italiano           | 1 929   | 1,70  |  |  |  |  |  |
|                                                                                | F. Suardi                | Partito Radicale                        | 1 921   | 1,69  |  |  |  |  |  |
|                                                                                | C. De Luca               | Partito Socialista Democratico Italiano | 1 796   | 1,58  |  |  |  |  |  |
|                                                                                | P. G. Cevese             | Partito Liberale Italiano               | 1 464   | 1,29  |  |  |  |  |  |
|                                                                                | A. Padoan                | Democrazia Proletaria                   | 1 278   | 1,12  |  |  |  |  |  |
|                                                                                | G. Abbà Contento         | Alleanza Popolare Pensionati            | 225     | 0,20  |  |  |  |  |  |
| Totale                                                                         | Totale                   | Totale                                  | 113 689 | 100   |  |  |  |  |  |
|                                                                                |                          |                                         |         |       |  |  |  |  |  |
| Voti non validi                                                                | Voti non validi          | Voti non validi                         | 6 853   | 5,69  |  |  |  |  |  |
| Votanti                                                                        | Votanti                  | Votanti                                 | 120 542 | 93,73 |  |  |  |  |  |
| Elettori                                                                       | Elettori                 | Elettori                                | 128 610 |       |  |  |  |  |  |
|                                                                                |                          |                                         |         |       |  |  |  |  |  |
| Nota: quorum del 65% non raggiunto; ripartizione dei seggi a livello regionale |                          |                                         |         |       |  |  |  |  |  |
| Data: 14 giugno 1987                                                           |                          |                                         |         |       |  |  |  |  |  |
| Fonte: Ministero dell'interno                                                  |                          |                                         |         |       |  |  |  |  |  |

### XI legislatura
|                                                                                | Daria Minucci ✔️ Eletta | Democrazia Cristiana                    | 44 939  | 37,35 |  |  |  |  |  |
|                                                                                | Anna Boselli            | Partito Democratico della Sinistra      | 15 694  | 13,04 |  |  |  |  |  |
|                                                                                | Mariella Mazzetto       | Lega Lombarda                           | 14 001  | 11,64 |  |  |  |  |  |
|                                                                                | Bruno Fratucello        | Partito Socialista Italiano             | 13 045  | 10,84 |  |  |  |  |  |
|                                                                                | Angelo Brichese         | Lega Autonomia Veneta                   | 6 869   | 5,71  |  |  |  |  |  |
|                                                                                | Daniela Rivaroli        | Partito della Rifondazione Comunista    | 5 978   | 4,97  |  |  |  |  |  |
|                                                                                | Cesare Pettinato        | Movimento Sociale Italiano              | 4 581   | 3,81  |  |  |  |  |  |
|                                                                                | Maurizio Mistri         | Partito Repubblicano Italiano           | 2 955   | 2,46  |  |  |  |  |  |
|                                                                                | Giulio Bresciani        | Federazione dei Verdi                   | 2 775   | 2,31  |  |  |  |  |  |
|                                                                                | Francesco Merlo         | Movimento Veneto Regione Autonoma       | 2 127   | 1,77  |  |  |  |  |  |
|                                                                                | Achille Tramarin        | Union Veneto                            | 1 393   | 1,16  |  |  |  |  |  |
|                                                                                | Vittorio Gaia           | Partito Liberale Italiano               | 1 283   | 1,07  |  |  |  |  |  |
|                                                                                | Salvatore Caira         | Partito Socialista Democratico Italiano | 1 151   | 0,96  |  |  |  |  |  |
|                                                                                | Carmela Di Rocco        | Verdi Federalisti                       | 981     | 0,82  |  |  |  |  |  |
|                                                                                | Flavio Trevisan         | Sì Referendum                           | 942     | 0,78  |  |  |  |  |  |
|                                                                                | Angelo Marchesi         | Partito Pensionati                      | 893     | 0,74  |  |  |  |  |  |
|                                                                                | Roberto Moioli          | Caccia Pesca Ambiente                   | 620     | 0,52  |  |  |  |  |  |
|                                                                                | Filippo Garoldini       | Federalismo - Pensionati Uomini Vivi    | 85      | 0,07  |  |  |  |  |  |
| Totale                                                                         | Totale                  | Totale                                  | 120 312 | 100   |  |  |  |  |  |
|                                                                                |                         |                                         |         |       |  |  |  |  |  |
| Voti non validi                                                                | Voti non validi         | Voti non validi                         | 7 769   | 6,07  |  |  |  |  |  |
| Votanti                                                                        | Votanti                 | Votanti                                 | 128 081 | 92,65 |  |  |  |  |  |
| Elettori                                                                       | Elettori                | Elettori                                | 138 239 |       |  |  |  |  |  |
|                                                                                |                         |                                         |         |       |  |  |  |  |  |
| Nota: quorum del 65% non raggiunto; ripartizione dei seggi a livello regionale |                         |                                         |         |       |  |  |  |  |  |
| Data: 5 aprile 1992                                                            |                         |                                         |         |       |  |  |  |  |  |
| Fonte: Ministero dell'interno                                                  |                         |                                         |         |       |  |  |  |  |  |